# 산가지

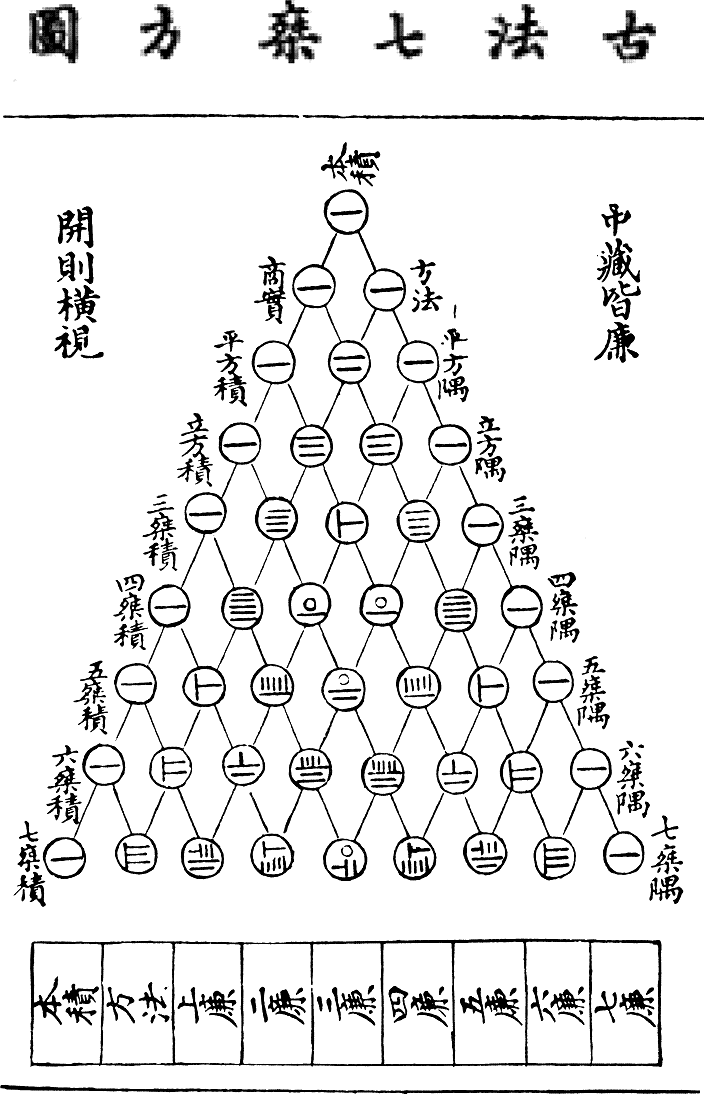
산가지를 이용해 표현한 양휘의 삼각형.

산가지(算木)는 근대 이전의 동아시아 지역에서 널리 사용된 숫자 표시 및 계산용 도구이다.

## 같이 보기
- 주판
- 중국의 산학